# Mładen
Mładen (bułg. Младен) – wieś w środkowej Bułgarii, w obwodzie Gabrowo, w gminie Sewliewo. Według danych Narodowego Instytutu Statystycznego, 31 grudnia 2011 roku wieś liczyła 151 mieszkańców.

## Historia
W trakcie wojny bałkańskiej jeden mieszkaniec wstąpił do legionu Macedońsko-Adrianopolskiego. Dawniej miejscowość nazywała się Bukurowo.

## Kultura
W centrum Mładenu znajduje się pomnik pamięci partyzantom. Święty sobór we wsi odbywa się 27 października. W najdłuższą noc roku, czyli 22 czerwca we wsi odbywa się festiwal ziół (Фестивал на билките).

## Osoby związane z Mładenem
- Mechmed Kurtdereli – zapaśnik